# Porta (abat)
L'abat Porta (Andreu Porta), va ser un abat i erudit medieval nascut a Reus en una data desconeguda del segle xiv i mort al monestir de Santes Creus el 1404. L'historiador Eufemià Fort i Cogul diu que va néixer cap al 1330.
Va ser alumne a la Universitat de París on va estudiar ciències eclesiàstiques. Després va ser abat de Santes Creus i va gaudir del favor reial, primer de Pere III i després de Joan I, i finalment de Martí l'Humà; d'aquest favor es va aprofitar per embellir el monestir, ampliar la biblioteca i augmentar-ne les seves possessions. Va fer diversos serveis a la corona aprofitant els seus coneixements. L'any 1388 assistí a les Corts de Montsó per a deliberar sobre les festes i l'esplendor de la cort reial on va ser presentat com a capellà major reial. Va encarregar abans de morir al pintor Pere Serra el retaule de Santes Creus. La mort d'aquest artista cap al 1406, però, va impedir que finalitzés el retaule.
La ciutat de Reus li ha dedicat un carrer.